# Budapest 1945 előtti áruházépületeinek listája
Az alábbi lista Budapest 1945 előtti áruházépületeit tartalmazza.

## Megjegyzés
Az európai nagyvárosokban a 19. század végén kezdtek félépülni az első nagyobb áruházak.
A lista nem tartalmazza a vásárcsarnokokat.

## A lista
| Kép              | Cím                                | Név                                   | Építés ideje | Tervező                             | Megjegyzés |
| ---------------- | ---------------------------------- | ------------------------------------- | ------------ | ----------------------------------- | --- |
|                  | Budapest, Vörösmarty tér           | Haas-palota                           | 1873         | Linzbauer István                    | A második világháborúban megsérült, 1959-ben elbontották.                                                                              |
|                  | Budapest, Kossuth Lajos utca 22.   | Grünbaum és Weiner üzlet és bérház    | 1894         | Korb Flóris és Giergl Kálmán        | |
|                  | Budapest, Kossuth Lajos utca 10.   | Morlin üzlet- és bérház               | 1897         | Korb Flóris és Giergl Kálmán        | |
| (a fehér épület) | Budapest, Szervita tér 2.          | Szénásy és Bárczai Áruháza            | 1908         | Jónás Dávid és Jónás Zsigmond       | |
|                  | Budapest, Dessewffy utca 6.        | Singer bér- és üzletház               | 1908         | Ágoston Emil                        | |
|                  | Budapest, Dohány utca 22-24.       | Árkád Bazár                           | 1908–1909    | Vágó József és Vágó László          | Játékáruház. |
|                  | Budapest, Andrássy út 39.          | Párisi Nagy Áruház                    | 1909–1912    | Sziklai Zsigmond                    | Sziklai Petschacher Gusztáv 1882-es Terézvárosi Kaszinóját alakította át. 1957 és 1999 között Divatcsarnok néven ismerték az épületet. |
|                  | Budapest, Bajcsy-Zsilinszky út 31. | Ulrich áruház                         | 1910–1912    | Schannen Ernő és Schannen Artúr     | |
|                  | Budapest, Deák Ferenc utca 23.     | Modern és Breitner Áruház és lakóház  | 1910–1912    | Révész Sámuel és Kollár József      | Az épület kupolája elpusztult. |
|                  | Budapest, Szervita tér 5.          | Lajta-üzletház                        | 1911–1912    | Lajta Béla                          | |
|                  | Budapest, Vörösmarty tér 3.        | Kasselik-alapítvány üzlet- és bérháza | 1911         | Korb Flóris és Giergl Kálmán        | |
|                  | Budapest, Váci utca 11/b.          | Lähne lakó- és üzletház               | 1912         | Révész Sámuel és Kollár József      | |
|                  | Budapest, Aranykéz utca 2.         | Bátori-féle lakó- és üzletház         | 1912         | Román Miklós és Román Ernő          | |
|                  | Budapest, Rákóczi út 74.           | Rosenberg áru- és lakóház             | 1914–1915    | Löffler Samu Sándor és Löffler Béla | |
|                  | Budapest, Blaha Lujza tér          | Corvin Áruház                         | 1926         | Reiss Zoltán                        | 1967 és 2018 között alumíniumburkolat takarta. Annak eltávolítása után felújították az épületet.                                       |